# اندیس شیله
شیله یک اندیس غیرفلزی است که در حوالی شهر سفیدابه استان سیستان و بلوچستان قرار دارد و مادهٔ معدنی موجود در آن، کائولینیت است.  